# Oratorio della Confraternita del Santissimo Sacramento in San Domenico Maggiore
L'oratorio della Confraternita del Santissimo Sacramento è un luogo di culto di Napoli; è sito nel cortile di accesso alla chiesa di San Domenico Maggiore, nelle immediate vicinanze della cappella Sansevero.

## Storia e descrizione
L'oratorio in questione è incluso nel complesso di San Domenico Maggiore. Venne fondato nel 1628 e ha un impianto tipicamente barocco; inoltre, custodisce alcuni tesori artistici, il più importante dei quali è una tela raffigurante la visione di Fra Giovanni d'Altamura di Massimo Stanzione, sita sull'altare maggiore.
A fianco ad essa c'è un altro oratorio, quello della Confraternita del Santissimo Rosario che conservava una pregevole opera pittorica di Fabrizio Santafede (restaurata di recente e posta in una delle cappelle dell'adiacente Basilica).